# Dile al sol (canción)
«Dile al sol» es el quinto sencillo del álbum del mismo nombre, del grupo español La Oreja de Van Gogh.

## Acerca de la canción
La canción habla de una pareja de la antigüedad separada por una guerra; durante el enfrentamiento él muere, y ella se queda esperando, sin saber lo que el destino le ha deparado a su amor. Y en sus rezos le pide a él, que le diga al sol, que lleve aunque sea su calor a su hogar. Fue tocada durante los tours Dile al Sol y El Viaje de Copperpot. En 2011 fue recuperada para empezar una nueva gira Cometas por el cielo que fue lanzado en el año 2011 con la nueva vocalista Leire Martínez.

## Videoclip
El videoclip fue rodado en Barcelona, donde también filmarían posteriormente el de Perdida. El videoclip carece de cualquier acercamiento a lo que es la historia, a deseo de la banda ya que no deseaban un vídeo que explicase la letra directamente. Se desplegó una gran equipo de luces y sonidos.
En él se ve a la banda tocando en lo que parece una Iglesia medieval incendiándose. También se pueden ver tomas de la vocalista Amaia Montero sola, vestida de blanco y con un halo de luz iluminándola. Se hizo un making of del video, que sólo vio la luz tres años después, en el DVD del grupo La Oreja de Van Gogh (video).

## Sencillo
Se editó la versión comercial de esta canción que incluía además las canciones Pesadilla y Déjate llevar inédita, del álbum. Además el sencillo incluyó especiales para PC, lo que lo hacía más llamativo que los anteriores.
- Datos: Q5807099